# Felicijan Trubar
Felicijan Trubar, slovenski protestant, * 1555, Kempten, Nemčija, † po letu 1600, Grüntal, Nemčija.
Felicijan Trubar, četrti otrok iz Trubarjevega zakona z Barbaro Sitar je bil superintendant (protestantski dekan) slovenske in nemške protestantske cerkve; oče mu je 1566 pripisal avtorstvo svoje knjige Abecedarium ter s svojim zgledom in nazori vplival na njegovo poklicno pot.
Ugotovljeno je, da se je Felicijan leta 1568 vpisal na tübingensko univerzo, kjer je 1578 magistriral. Leta 1580 je kot očetov odposlanec sodeloval pri prepričevanju kranjskih, koroških in štajerskih protestantov, naj pristopijo k Formuli concordiae in stem potrdijo svojo usmeritev. Decembra 1580 je bil ordiniran v tübingenski župnijski cerkvi. V začetku leta 1581 pa je nastopil službo slovenskega in nemškega pridigarja v Ljubljani. Bil je član revizijske komisije, ki je pred natisom pregledala Dalmatinovo Biblijo. Po smrti K. Spindlerja je 1592 postal superintendant ljubljanske slovenske cerkve, po smrti J. Simplicija pa tudi nemške cerkve. Leta 1595 je v Tübingenu poskrbel za natis zadnjega očetovega prevoda Hišna postilla. V začetku leta 1598 je kljub vse ostrejši rekatolizacijski politiki posvetnih oblasti v Ljubljani kupil hišo. Dne 8. avgusta 1598 je bilo zanj ter pridigarja J. Klementa in M. Kumprehta izdano zaporno povelje, ki pa se mu je izmaknil. Do aprila 1600 se je skrival na gradovih Brdo pri Kranju in Čretež pri Mokronogu, potem pa je zaradi bolezni in skrbi za svoje majhne otroke odšel za župnika v Grüntal na Württembrško kjer je umrl. Svojo bogato založeno knjižnico je zapustil kranjskim deželnim odbornikom.